# Herr über Leben und Tod (1955)
Herr über Leben und Tod ist ein deutscher Spielfilm von Victor Vicas aus dem Jahr 1955 nach Motiven des gleichnamigen Romans von Carl Zuckmayer aus dem Jahr 1938.

## Handlung
Gerade angekommen im kleinen Fischerdorf St. Querque, in der Bretagne, steigt Professor Bertram aus seinem Auto und sieht einem Leichenwagen nach, dem nur wenige Leute folgen. Darunter ist auch Barbara Bertram, seine Frau. Mit gebührendem Abstand schließt er sich dem Trauerzug an. Auf dem Weg zum Friedhof erinnert er sich an die Geschichte ihrer Ehe.
Begonnen hat es damit, dass Georg Bertram nach einem Unglück Barbara das Leben rettete. Aus diesem Zusammentreffen entstand eine große Liebe, die mit einer Heirat endete. Aber schon auf der Hochzeitsreise wird er durch die Aufgaben seines Arztberufes von ihr getrennt. In der folgenden Zeit vereinsamt sie immer mehr. Das von ihr geborene Kind kommt behindert zur Welt, und es besteht keine Aussicht, dass sich der Zustand verändern wird. Durch das viele Alleinsein ist sie Barbara sehr enttäuscht von ihrem Mann. Eines Nachts überrascht sie Georg, wie er das Kind durch eine Injektion von seinen Qualen erlösen will. Barbara kommt hinzu und kann ihr Kind gerade noch vor der Spritze bewahren. In ihren Augen ist Professor Bertram ein Mörder, und sie trennt sich von ihm.
In dem kleinen Ort St. Querque findet sie bei dem Arzt Dr. Daniel Karentis ein offenes Ohr für ihre Probleme. Seine Einstellung zur Behinderung des Kindes ist eine völlig andere. Aber auch er kann das Kind nicht retten und es stirbt. Daniels Einstellung zum Arztberuf und sein Bemühen um das Kind veranlassen Barbara zu dem Entschluss, sich völlig von ihrem Mann zu trennen und das weitere Leben mit Karentis zu verbringen.
Bei der Heimkehr zu Georg findet sie einen völlig veränderten Mann vor. Er gesteht ihr, ohne sie und das Kind nicht leben zu können. Sie verschweigt den Tod des Kindes und ihre Liebe zu Daniel, aber sie kann Georg nicht verlassen, das ist ihr jetzt klargeworden. Sie fährt noch einmal zu Karentis, um Klarheit zu gewinnen. Von einem gemeinsamen Schwimmausflug aufs Meer, kehrt nur Barbara lebend zurück. Nach der Beisetzung ihres Geliebten wird sie von Georg zu seinem Auto begleitet, und sie fahren einem neuen Leben entgegen.

## Produktion
Herr über Leben und Tod ist ein Schwarzweißfilm, der im CCC-Filmstudio in Berlin-Spandau entstand. Die Außenaufnahmen wurden in Berlin und in der Bretagne gedreht. Hans Ledersteger schuf die Bauten.
Der Film hatte am 4. Januar 1955 im Stuttgarter EM-Theater seine Uraufführung.

## Auszeichnungen
- 1955: Deutscher Filmpreis (Filmband in Silber für Göran Strindberg, Beste Kameraführung)

## Kritik
Das Lexikon des internationalen Films bezeichnet den Film als ein inszenatorisch gelungenes, vor allem fotografisch und musikkompositorisch vorzügliches Melodram nach Zuckmayers Novelle, das in der psychologischen wie ethischen Motivierung der Konflikte letztlich aber unbefriedigend bleibt.